# 로그 평균
로그 평균(logarithmic mean)은 수학에서 두 수의 차를 두 수의 로그값의 차로 나눈 것을 말한다.
두 수의 차를 두수의 로그값의 차로 나눈 것이다. 로그 값이 두수의 로그값의 평균이 되는 기하 평균과는 다르다. 아래에서
{\displaystyle {\begin{aligned}M_{\text{lm}}(x,y)&=\lim _{(\xi ,\eta )\to (x,y)}{\frac {\eta -\xi }{\ln(\eta )-\ln(\xi )}}\\[6pt]&={\begin{cases}0&{\text{if }}x=0{\text{ or }}y=0,\\x&{\text{if }}x=y,\\{\frac {y-x}{\ln(y)-\ln(x)}}&{\text{otherwise,}}\end{cases}}\end{aligned}}}
{\displaystyle x,y}는 양수이다.
이 계산법은 전열, 질량 이동을 포함한 공학 문제에 적용이 가능하다.

## 부등식
두 수의 로그 평균은 산술 평균보다는 작지만 기하 평균보다는 크다. (수들이 동일하지 않은 경우)
{\displaystyle {\sqrt {xy}}\leq M_{\text{lm}}(x,y)\leq {\frac {x+y}{2}}\qquad {\text{ for all }}x\geq 0{\text{ and }}y\geq 0.}

## 다른 평균과의 연결
- {\displaystyle {\frac {L\left(x^{2},y^{2}\right)}{L(x,y)}}={\frac {x+y}{2}}} (산술 평균)

## 참고 문헌
- Weisstein, Eric Wolfgang. “Arithmetic-Logarithmic-Geometric-Mean Inequality”. 《Wolfram MathWorld》 (영어). Wolfram Research.